# Lokstedt
Lokstedt (en (baix alemany) Looksteed) és un nucli del bezirk d'Eimsbüttel de l'estat d'Hamburg a Alemanya. El 2011 tenia 25110 habitants.

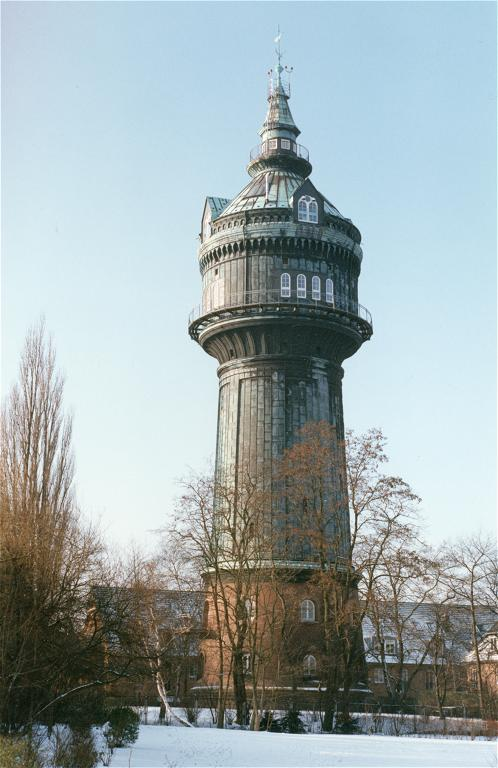
La Torre d'Aigua de 1921 transformada en habitacles privats

El primer esment escrit Locstide data del 1344 a un document de la casa dels Schauenburg. Aquest topònim data de l'època de l'assentament saxó. Significa poble (stedt) a prop del bosc (loh). Quan aquesta casa va morir sense hereus el 1640, el poble passà a Cristià IV de Dinamarca. Des del 1593 el poble va tenir un molí de pólvora que va explotar el 1660. El 1891 va obtenir com a primer poble rural un enllumenat públic amb 65 bombetes elèctriques
Les estacions de la línia U2 del metro d'Hamburg, Hagenbecks Tierpark, a la frontera amb Stellingen i Hagendeel a connecten el poble amb el centre d'Hamburg.

## Llocs d'interès
- El Parc Von Eicken
- La Torre d'aigua

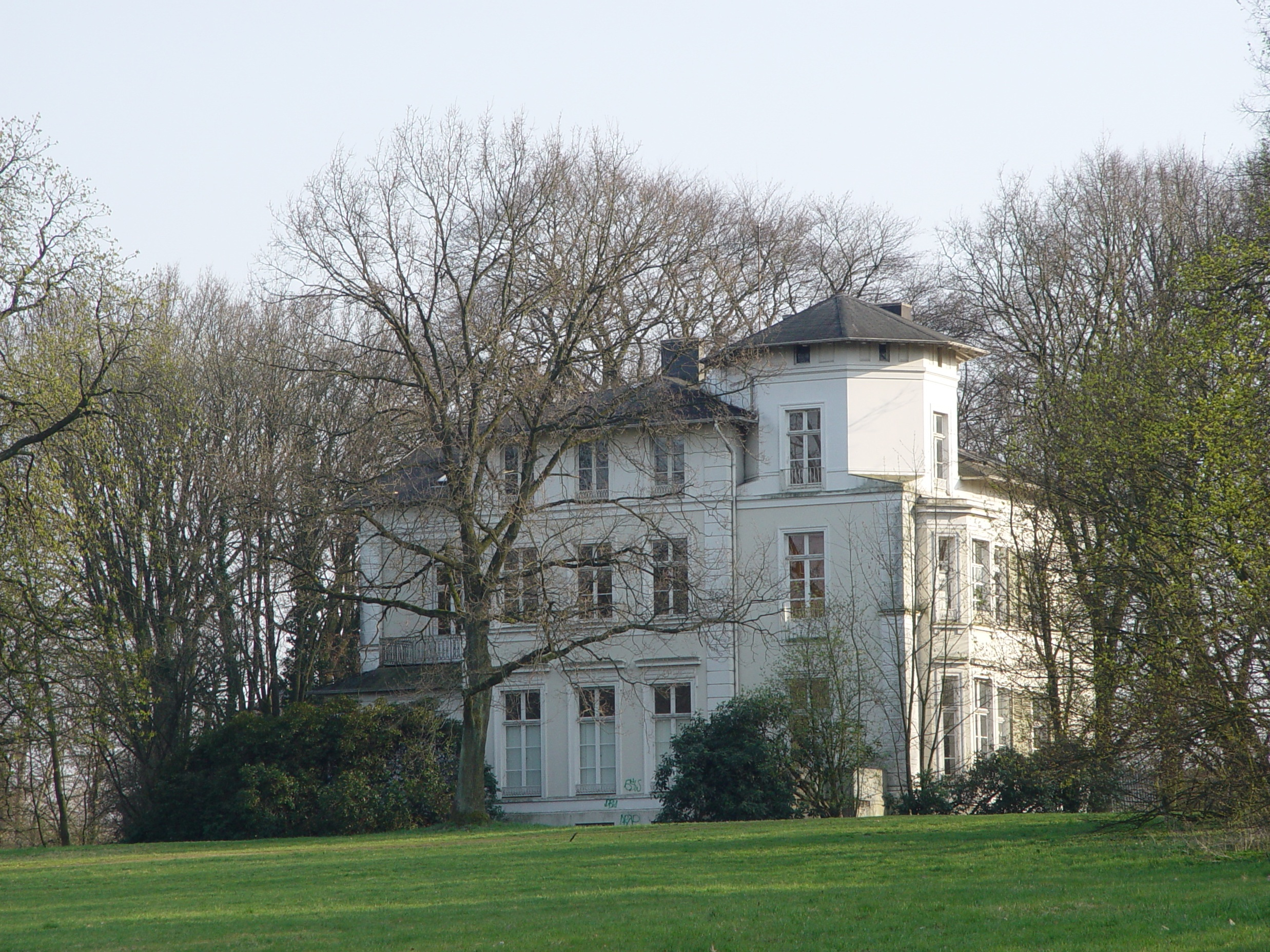
Vil·la Amsinck
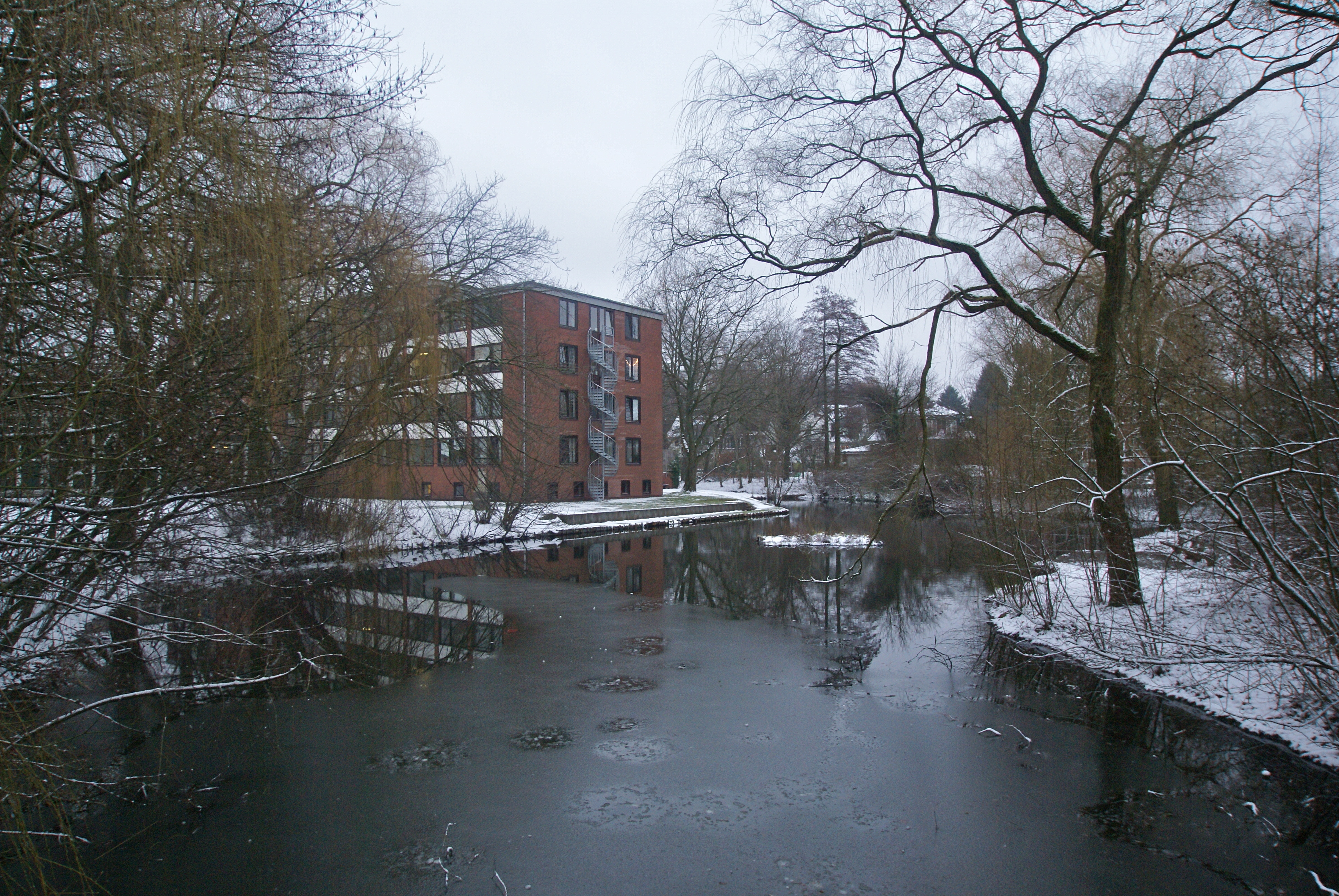
Estany del Lohbek
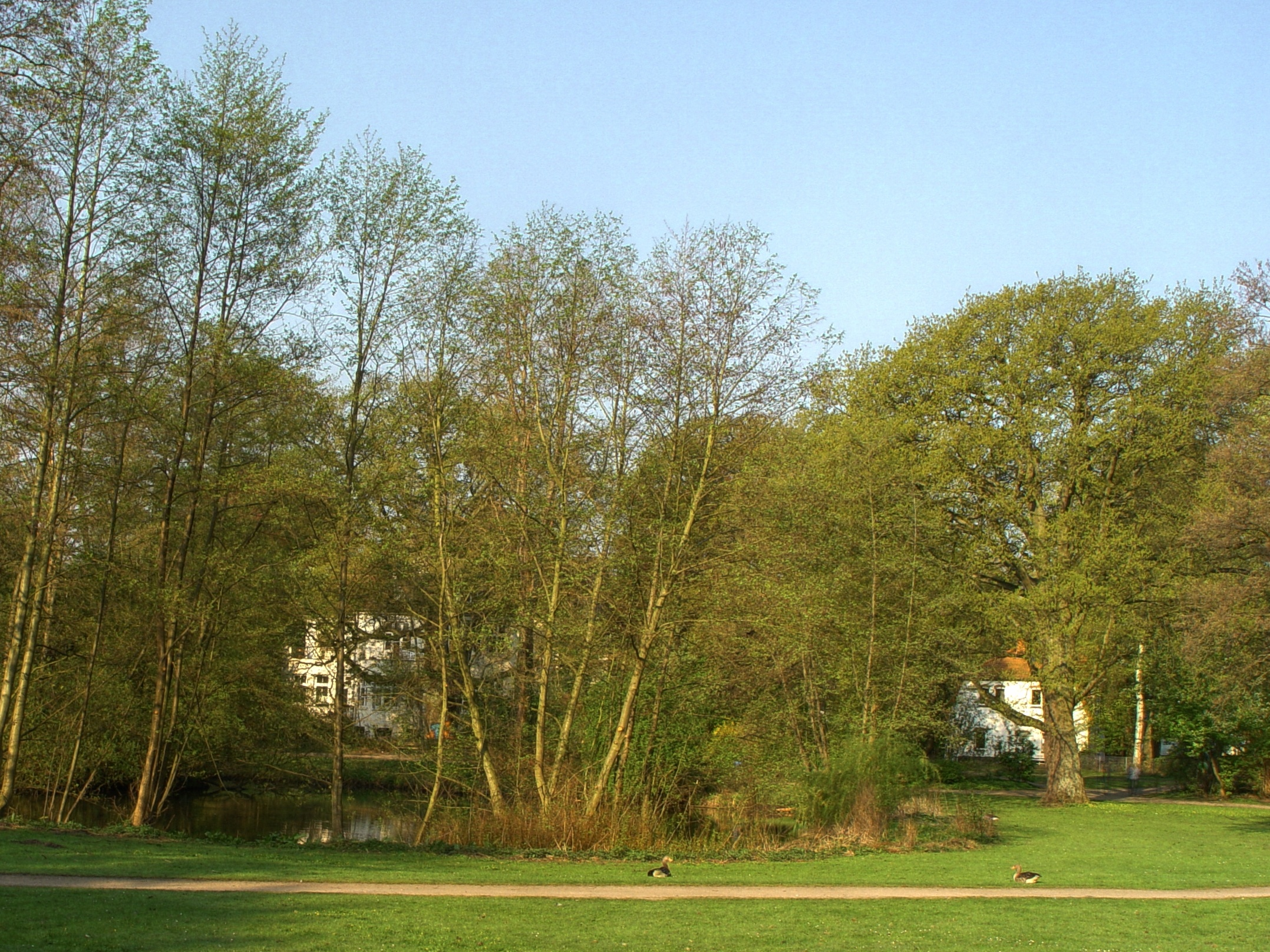
El Parc Von Eicken
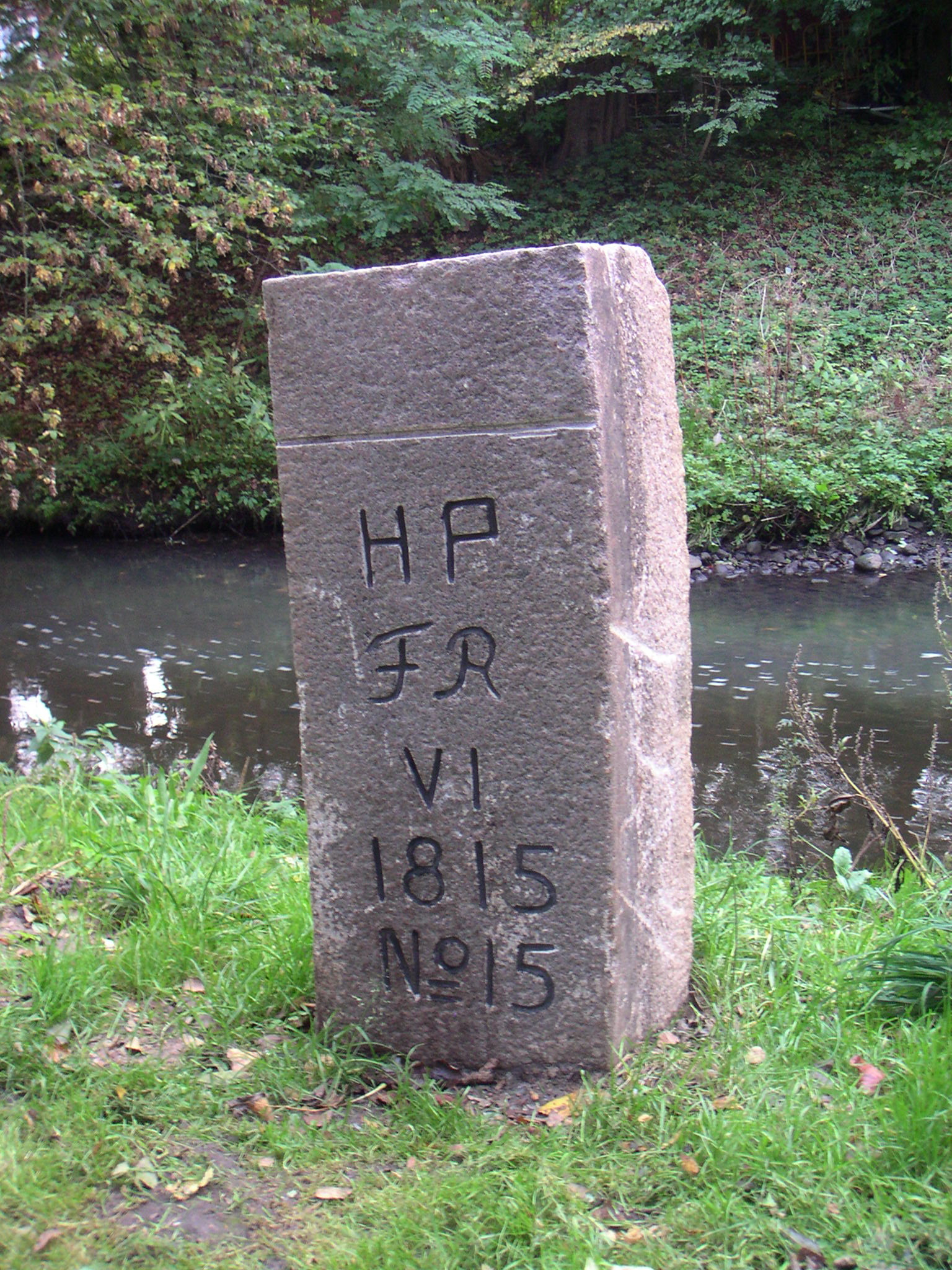
Antiga Fita n° 15 de le senyoria de Pinneberg (danesa) a la confluència del Tarpenbek i del Kollau Frederic VI
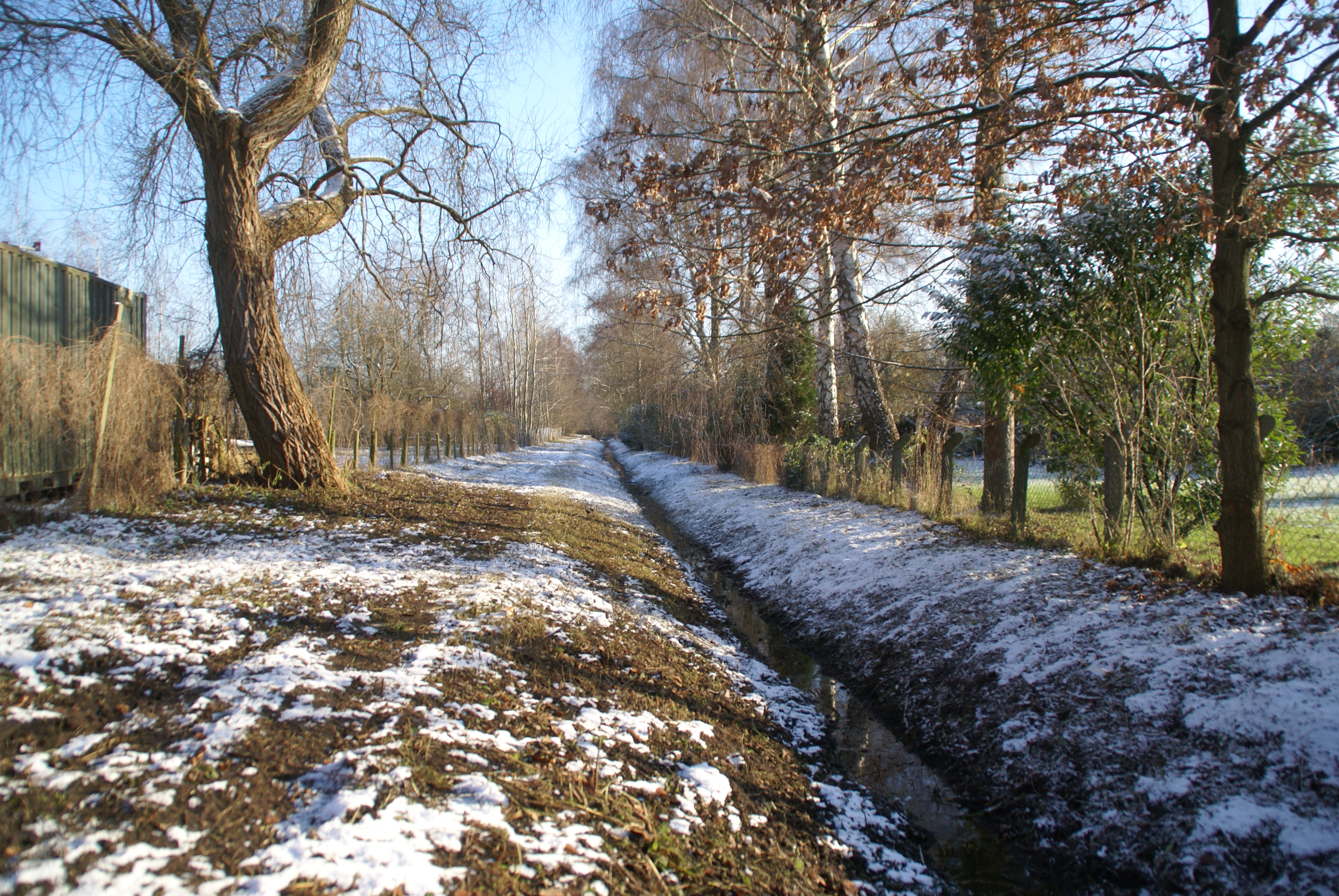
Ole Kollau a Hagendeel